# Operation A K Y
Operation A K Y (originaltitel Kontakt!) är en norsk svartvit dramakrigsfilm från 1956 i regi av Nils R. Müller. Filmen bygger på verkliga händelser under andra världskriget och många av skådespelarna var med om dessa och spelar sig själva.

## Handling
En kort tid efter att nazisterna angripit Norge den 9 april 1940 kommer Oluf Reed Olsen i kontakt med en engelsk agent som vill komma över tysk kommunikationsutrustning. Oluf antar uppdrag tillsammans med en annan motståndsman, men ertappas av Gestapo och måste fly.

## Rollista
- Oluf Reed Olsen – sig själv
- Anders Aabel – sig själv
- Hjelm Basberg – sig själv
- Rolv Christiansen)
- Kristen Dahl – kommendant på Kjevik
- Ottomar Elligers – sig själv
- Wenche Tenvig Hafstad – sig själv
- Morten Hancke – sig själv
- J. H. Jensen – gestapochef
- Odd Johansen – tysk telegrafist
- Cynthia Kittelsen – Wren (WRNS)
- Carl Christian Larsen – sig själv
- Lars Jan Larsen – sig själv
- Sven Nordahl-Hansen – sig själv
- Leif Paulsen – sig själv
- H.C. Qvist – sig själv
- Carl Smestad – kommendant på Fornebu
- T. W. Southam – Captain Scott
- Jan Tenvig – sig själv
- Kathleen Toye – Wren (WRNS)
- Gunnar Upsahl – sig själv
- Tore M. Ween – Secret Service-agenten
- Joachim Holst-Jensen

## Om filmen
Operation A K Y bygger på Oluf Reed Olsens dokumentärbok Contact. Filmen producerades av bolaget Contact Film AS med Øyvind Vennerød som produktionsledare. Den regisserades av Nils R. Müller efter ett manus av Reed Olsen, Jørn Ording, Odd Grythe och Vennerød. Fotograf var Per Gunnar Jonson och klippare Vennerød. Musiken komponerades av Egil Monn-Iversen.
Filmen hade premiär den 26 december 1956 i Norge med titeln Kontakt!. Den 27 maj 1957 hade den dansk premiär med titeln Illegal sender A.K.Y. och här där även kallats På flugt for Gestapo. Den hade svensk premiär den 12 mars 1958 med titeln Operation A K Y och finländsk premiär den 2 januari 1959 med titeln Operaatio A.K.Y..